# Pogonosoma arachnoides
Pogonosoma arachnoides là một loài ruồi trong họ Asilidae. Pogonosoma arachnoides được Bigot miêu tả năm 1878.